# Brooklyn Heights (condado de Los Ángeles)
Brooklyn Heights es un área no incorporada ubicada en el condado de Los Ángeles en el estado estadounidense de California.

## Geografía
Brooklyn Heights se encuentra ubicada en las coordenadas 34°2′55″N 118°12′43″O / 34.04861, -118.21194.